# Lotus Seven
Lotus Seven — небольшой лёгкий двухместный спортивный автомобиль с открытым верхом, производился фирмой Lotus с 1957 по 1972 год.
Модель разработана основателем Lotus Колином Чепменом и считается воплощением философии Lotus из-за малой снаряжённой массы и простоты. После окончания производства Lotus продала права на неё Caterham Cars, которая и сегодня выпускает как комплекты для сборки, так и полностью собранные автомобили с названием Caterham 7.

## История
Впервые Lotus Seven был представлен публике в 1957 году как самый дешёвый спортивный автомобиль для использования в Британских клубных гонках. Продажи комплектов для сборки начались с 1958 года. Машина предлагалась по цене 1250 долларов за полный комплект (включая двигатель).
Машины первой серии имели пространственную раму, неразрезной задний мост, независимую переднюю подвеску на А-образных рычагах, барабанные тормоза на всех колёсах, 40-сильный двигатель Ford и 3-скоростную КПП. Машина весила всего 430 кг. После того, как стали устанавливать 75-сильный двигатель (и 4-скоростную КПП), машина стала разгоняться до скорости 100 км/ч за 9 секунд.
В 1960 году появилась на свет Серия 2. Рама была упрощена, а подвеска модифицирована. В 1966 году компания Lotus переезжает на другой завод и производство Lotus Seven решено свернуть, но Грэхем Нерн (Graham Nearn) из компании Caterham Cars сделал большой заказ и производство было продолжено. В 1967 году Caterham Cars стала эксклюзивным дистрибьютером Lotus Seven.
В 1968 году появилась Серия 3 на которую с 1969 года устанавливался двигатель производства Lotus с двумя распредвалами (объёмом 1,6 литра и мощностью 115 л.с.). С 1969 по 1972 год производилась неудачная Серия 4, дизайн которой оттолкнул поклонников и в 1973 году права на производство были проданы фирме Caterhem Cars, которая начала производить не 4-ю, а 3-ю, «классическую» серию.

## Модификации
Серия 1:

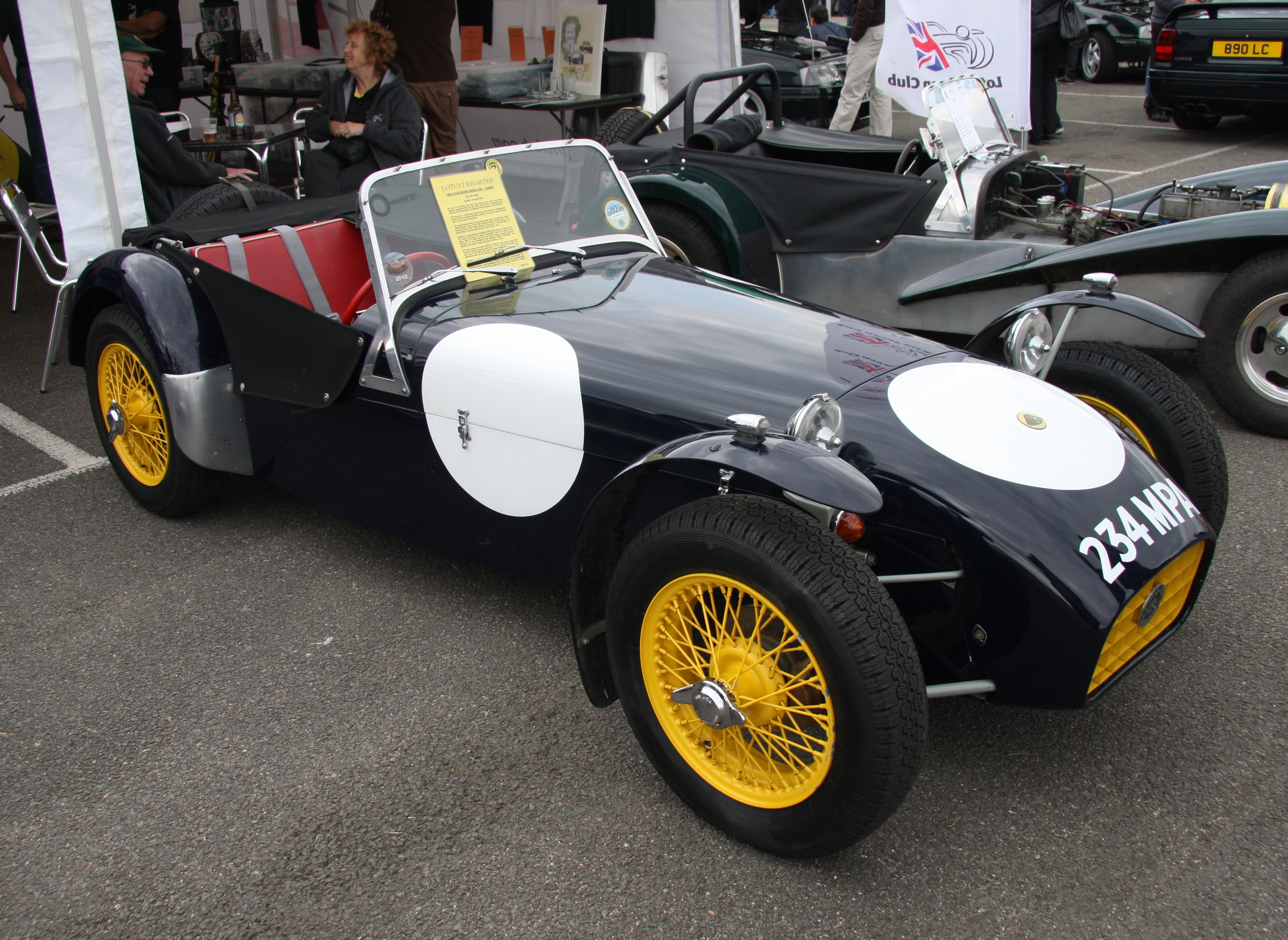
Lotus Seven первой серии

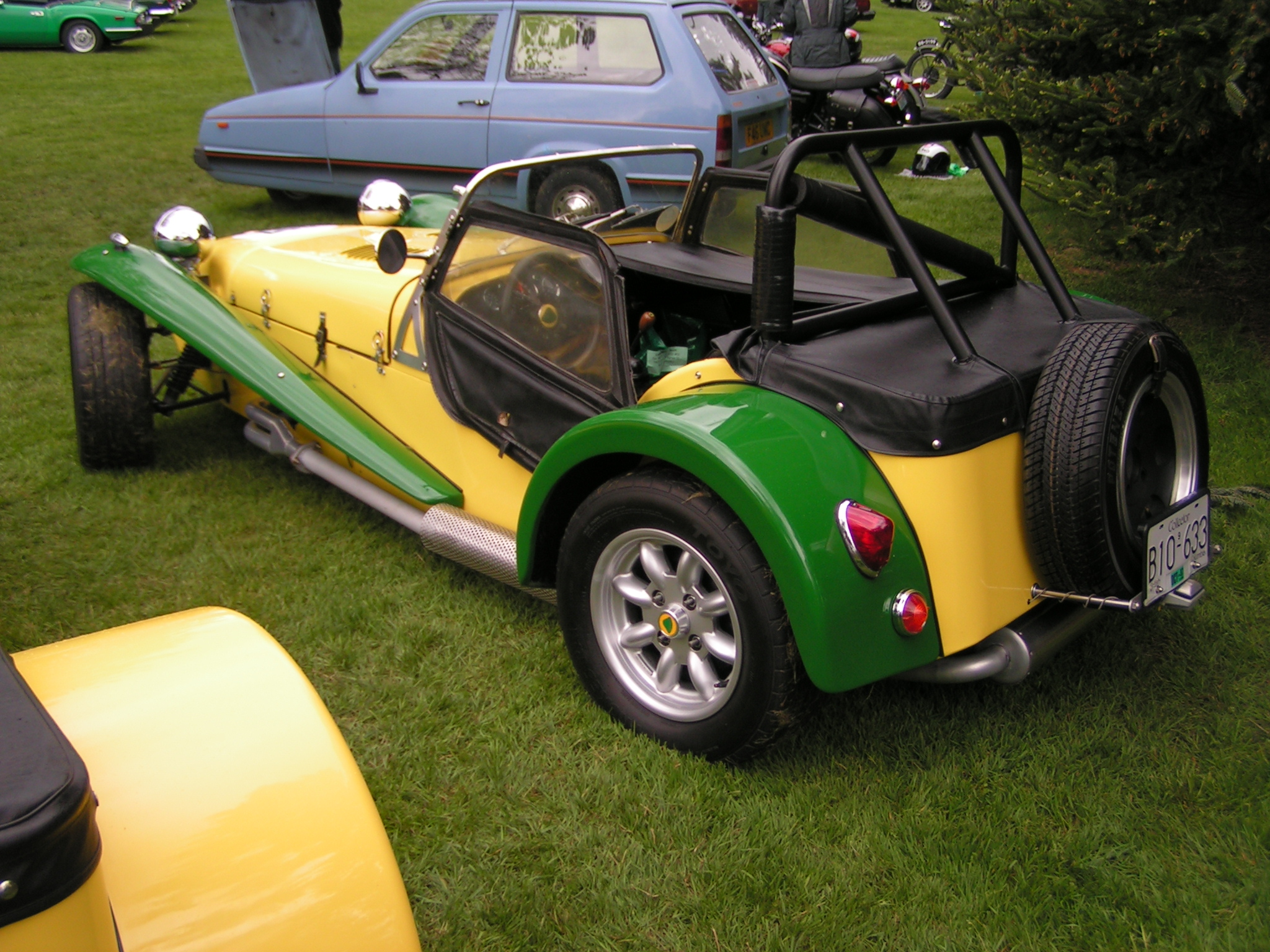
Lotus Seven второй серии

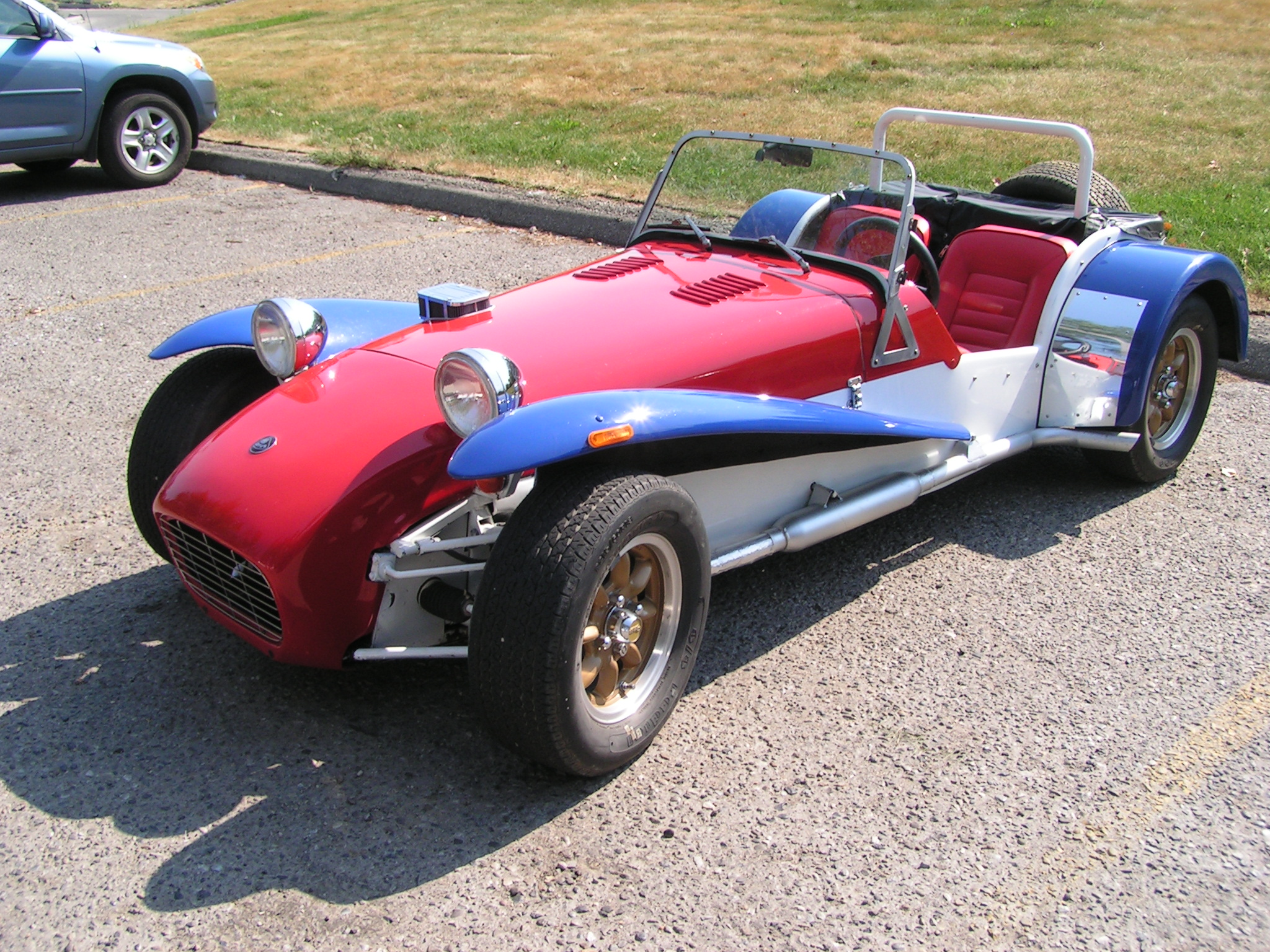
Lotus Seven третьей серии

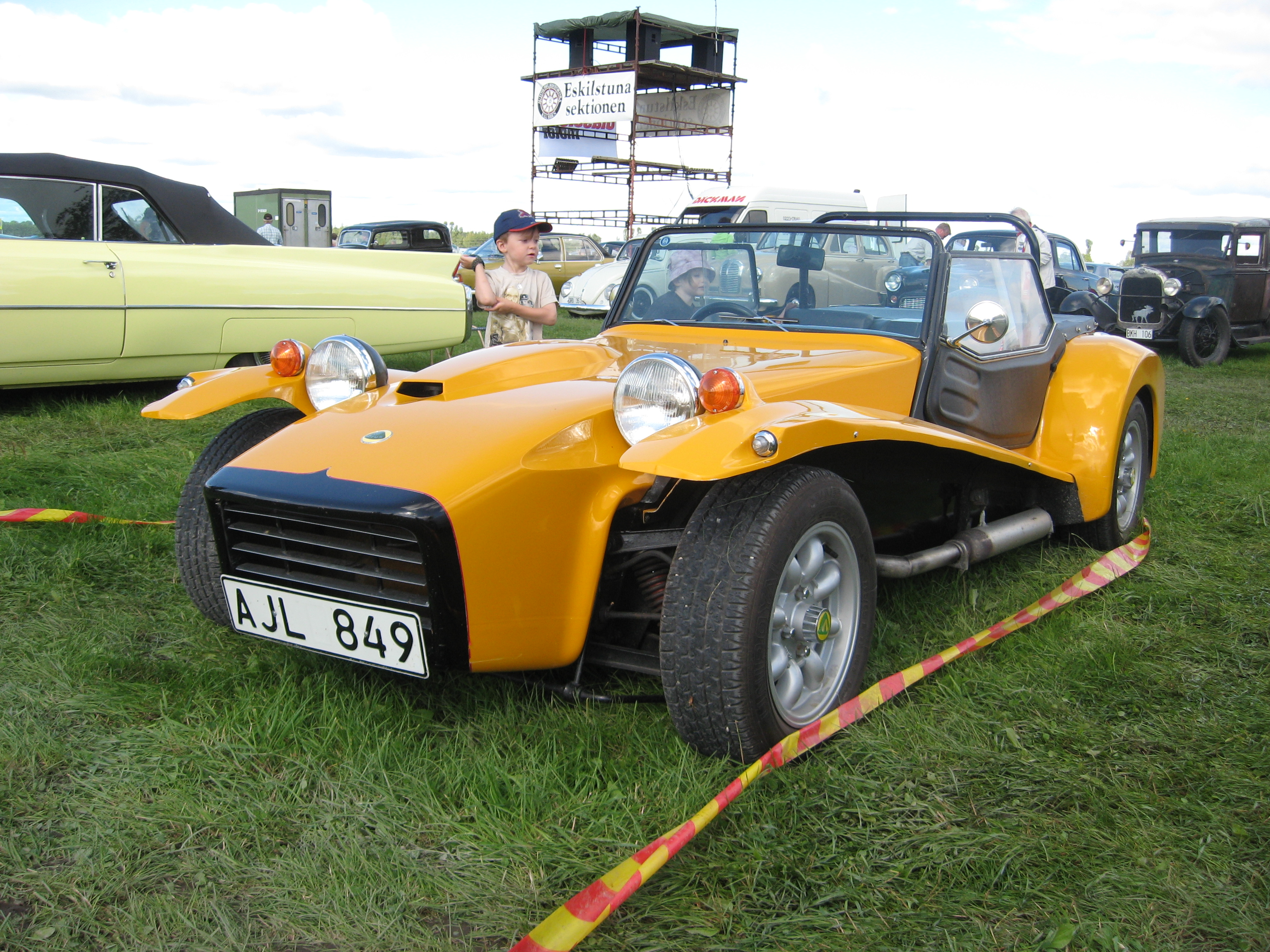
Lotus Seven четвёртой серии

- 7F (двигатель Ford, 1172 cm³, 28-40 л.с.), 1957—1960
- 7C (двигатель Coventry Climax, 1098 cm³, 75 л.с.) 1958—1960
- 7A (двигатель BMC, 948 cm³, 37 л.с.), 1958—1960
- 7 America (двигатель Austin-Healey, 43 л.с.), 1958—1960

Серия 2:
- 7F (двигатель Ford, 1172 cm³, 40 л.с.), 1960—1961
- 7A (двигатель BMC, 948 cm³, 37 л.с.), 1960—1961
- 7 America (двигатель Austin-Healey, 1098 cm³, 55 л.с.), 1960—1961
- 7 105E (двигатель Ford, 997 cm³, 39 л.с.), 1961—1968
- Super 7 Cosworth 1340 (двигатель Ford Cosworth, 1340 cm³, 85 л.с.), 1961—1962
- Super 7 1500 (двигатель Ford Cosworth, 1498 cm³, 66-100 л.с.), 1962—1968
- 7 Serie 2 1/2 (двигатель Ford, 1598 cm³, 84 л.с.), 1968 г.

Серия 3:
- 7 1300/1600 (двигатель Ford, 1297/1598 cm³, 72/84 л.с.), 1968—1969
- 7 S (двигатель Ford Holbay, 1598 cm³, 120 л.с.), 1969 г.
- 7 SS (двигатель Lotus, 1558 cm³, 115—125 л.с.), 1969 г.

Серия 4:
- 7 1300/1600GT (двигатель Ford, 1297/1598 cm³, 72/84 л.с.), 1970—1972
- 7 Twin Cam (двигатель Lotus, 1558 cm³, 115—125 л.с.), 1970—1972

## Особенности конструкции

### Двигатель
Первая серия Seven производилась с двигателем Ford 100Е и 3-ступенчатой коробкой передач. На более поздние модели устанавливались двигатели фирмы Coventry Climax, известной в те годы по гонкам «Формулы-1». Объём моторов от Austin А-35 был 1097 см³ или 948 куб.см, коробка передач стала 4-ступенчатой, производства British Motor Corp. (BMC). В 1960 году начался выпуск автомобилей второй серии. У них была более лёгкая рама, новые передние крылья и носовой обтекатель из фибергласа. Первое время двигатели оставались прежними, как и в первой серии. Но вскоре они были заменены на более совершенные моторы Ford 105Е объёмом 997 см³ и BMC (от Austin Healey Sprite). С 1961 года применялись двигатели от Ford Classic 109Е объёмом 1340 куб. см, а затем с 1962 года — от Ford Cortina объёмом 1498 куб. см.

### Рама и кузов
Основу кузова составляла пространственная трубчатая рама большой жёсткости на кручение с работающей обшивкой из полированных алюминиевых листов. Обшивка рамы и капот заменяли наружные кузовные панели, крылья и облицовка передней части кузова были из листового алюминия. От непогоды седоков защищали лобовое стекло и лёгкий тент, который складывался за спинку сиденья водителя и пассажира, а также съёмные «мягкие» двери. Передние крылья были велосипедного типа, то есть перемещались вместе с управляемыми колёсами.

### Вес
Изначально вес Lotus Seven не превышал 500 кг.

### Подвеска
Передняя подвеска была независимой, на поперечных рычагах, с использованием стабилизатора поперечной устойчивости в качестве продольного элемента верхнего рычага и соосного с пружиной телескопического гидравлического амортизатора, опирающегося на нижний рычаг. Задняя подвеска была сделана зависимой, в ней нашла применение задняя балка от автомобилей Ford.